# Silnice II/297
Silnice II/297 je krkonošská silnice II. třídy spojující silnicí I/14 se silnicí II/296. Délka silnice je asi 11 kilometrů.
Silnice II/297 začíná na křižovatce s I/14 v obci Černý Důl místní části Čistá. Silnice I/14 odsud míří na východ směrem na Trutnov a na západ směrem na Vrchlabí; silnice II/297 zde odbočuje na sever směrem na Janské Lázně přes obec Černý Důl. V Černém dole za zatáčkou u staré továrny mají zákaz vjezdu všechny autobusy, mimo linkových. Silnice je zde také užší. Dále pokračuje přes Hoffmanovy boudy do Janských Lázní, kde de facto před obcí odbočuje doprava silnice III/2961. SIlnice II/297 zde pokračuje přímo až do Svobody nad Úpou, kde na křižovatce se silnicí II/296 končí.